# Resolució 119 del Consell de Seguretat de les Nacions Unides
La Resolució 119 del Consell de Seguretat de les Nacions Unides, proposta per Estats Units el 31 d'octubre, considerant tant la greu situació per l'acció empresa contra Egipte com la falta d'unanimitat dels membres permanents del Consell de Seguretat en sessions prèvies, el Consell va sentir que se li estava impedint de complir amb la seva responsabilitat de mantenir la pau i la seguretat internacional. Com a solució, el Consell va decidir convocar a un període extraordinari de sessions d'emergència de l'Assemblea General a fi de fer les recomanacions oportunes.
La resolució va ser aprovada per 7 vots contra dos de França i Regne Unit i dues abstencions d'Austràlia i Bèlgica. Encara que França i Regne Unit van votar en contra, no podien bloquejar la convocatòria de l'Assemblea General donat al fet que va ser una votació procedimental, la qual no pot ser vetada per membres permanents.